# BTC-e
BTC-e — сервіс обміну криптовалют. Відкритий в липні 2011 року та станом на лютий 2015 мав частку 2,5 % серед всіх обмінних майданчиків біткойн. Платформа пропонує можливість міняти долари США, російські рублі, євро на криптовалюти bitcoin, litecoin, namecoin, novacoin, peercoin, dash та ethereum.
Сервіс було включено до індексу криптовалют CoinDesk Bitcoin Price Index від самого його започаткування у вересні 2013.
BTC-e належить ALWAYS EFFICIENT LLP, зареєстрованому у Лондоні підприємству з двома керівниками: Sandra Gina Esparon та Evaline Sophie Joubert.

## Власник
Власником компанії є громадянин України Хавченко Дмитро Васильович з Симферополя, співробітник МГБ ДНР, депутат так званого «парламента Новоросії». Має український та російський паспорти.

## Історія
BTC-e розпочала роботу в липні 2011, з обміну лише декількох пар, в тому числі: Bitcoin/долар США та I0Coin на Bitcoin. Уже в жовтні 2011, з'явилась підтримка багатьох інших пар.
Протягом 2013 та 2014 років BTC-e стала жертвою потужних атак на відмову в обслуговуванні.
Сервіс BTC-e припинив роботу 25 липня 2017 року після затримання адміністратора служби Олександра Вінника в Греції, в курортному регіоні Халкідікі неподалік міста Салоніки.
Вінника підозрюють в участі у злочинній групі, через руки якої пройшло щонайменше 4 млрд доларів протягом кількох років.
В офіційному звинуваченні було зазначено, що за BTC-e стояла мережа «компаній-обгорток». Головна компанія, Canton Business Corporation, була зареєстрована на Сейшелах та пов'язана з телефонним номером з Росії. Вебдомени були зареєстровані на компанії-обгортки в Сингапурі, Британських віргінських островах, Франції та Новій Зеландії
Олександра Вінника підозрювали у скоєнні та співучасті у широкому колі різних злочинів. Зокрема, у викраденні особистих даних, сприянні у контрабанді наркотиків, відмиванні коштів міжнародних кримінальних синдикатів. BTC-e відіграла істотну роль в діяльності кіберзлочинців, відмиванні доходів від здирницьких вірусів, хакерських атак, податкового шахрайства, контрабанди та продажу наркотиків, корупції.
Сервіс BTC-e дозволяв своїм клієнтам здійснювати операції з високим ступенем анонімності. За версією обвинувачення, від самої появи діяльність компанії була націлена на обслуговування злочинців, навмисно дозволяла користувачам не підтверджувати свою особу, приховувати джерела походження коштів та учасників операцій. Також на сервісі не було запроваджено жодних механізмів протидії відмиванню грошей.
Всього за час роботи біржі вона отримала 9,4 млн біткойнів на суму близько 4 млрд доларів без урахування операцій з іншими криптовалютами.
Олександра Вінника обвинувачено в тому, що він отримав кошти, викрадені в результаті хакерської атаки на сервісі обміну Mt. Gox, та відмив їх через низку інших сервісів обміну криптовалют, в тому числі, BTC-e та Tradehill. Слідство вважає, що в такий спосіб Вінник намагався приховати свій зв'язок із хакерською атакою та пов'язаного із цим слідства. Хакерські атаки на Mt. Gox відбувались протягом вересня 2011 — травня 2014 року, 530 тис. біткойнів було зараховано на рахунки пов'язані з Олександром Вінником та його спільниками на BTC-e та Trade Hill.
За версією слідства Олександр Вінник діяв разом із іншими невстановленими співучасниками, в тому числі, з невстановленою особою, що мала обліковий запис на сервісі під іменем «Vamnedam».
Слідство встановило, що через BTC-e було відмито «сотні тисяч доларів» прибутків від здирницького вірусу CryptoWall. Сервісом також скористались федеральні агенти Carl Mark Force та Shaun Bridges аби відмити незаконно отримані гроші (розтрата державного майна, здирництво) на суму в кількасот тисяч доларів.
15 вересня 2017 року за адресою wex.nz була відкрита нова торгівельна інтернет-платформа, правонаступниця BTC-e.
На новий торгівельний майданчик переведені баланси користувачів BTC-e у співвідношенні 61,79 % від балансу на btc-e в реальних активах валют та криптовалют і в 38,21 % — в токенах нового сервісу. Відзначається, що токени можна буде повноцінно використовувати як платіжний інструмент.